# 福岡運輸
福岡運輸株式会社（ふくおかうんゆ）は、福岡県福岡市博多区に本社を置く定温物流に特化した物流企業。
2006年10月には、定温物流と一般物流事業部の業務を明確化するために旧福岡運輸株式会社を福岡運輸株式会社と福岡運輸システムネット株式会社に分社化し、新たにグループの持株会社として株式会社福岡運輸ホールディングスを設立した。

## 概要

### 沿革
- 1943年12月17日 - 創業。
- 1956年10月1日 - 設立。
- 1958年9月 - 日本で初めて冷凍車を走らせる。
- 2006年10月1日 - 福岡運輸株式会社と福岡運輸システムネット株式会社に分社。グループの持株会社として株式会社福岡運輸ホールディングス設立。
- 2007年6月27日 - 中部地区営業強化のため福岡運輸システムネット株式会社岐阜営業所を岐阜県大垣市に新設。
- 2014年9月1日 - 東北地区におけるさらなる営業強化のため、盛岡出張所を開設[1]。
- 2016年
  - 1月7日 - 野母商船から、北松通運株式会社全株式を取得し子会社化[2]。
  - 12月28日 - 福岡県北九州市に本社を持つ有限会社菅原運送の全株式を取得し子会社化[3]。
- 2018年
  - 2月26日 - 長崎県諫早市に本社を持つナガサキロジスティクス株式会社と資本業務提携を締結。同時にナガサキロジスティクス全株式を取得し子会社化[4]。
  - 9月13日 - 青森県青森市に本社を持つ株式会社八洲陸運の全株式を取得し子会社化[5]

### 冷凍車の開発

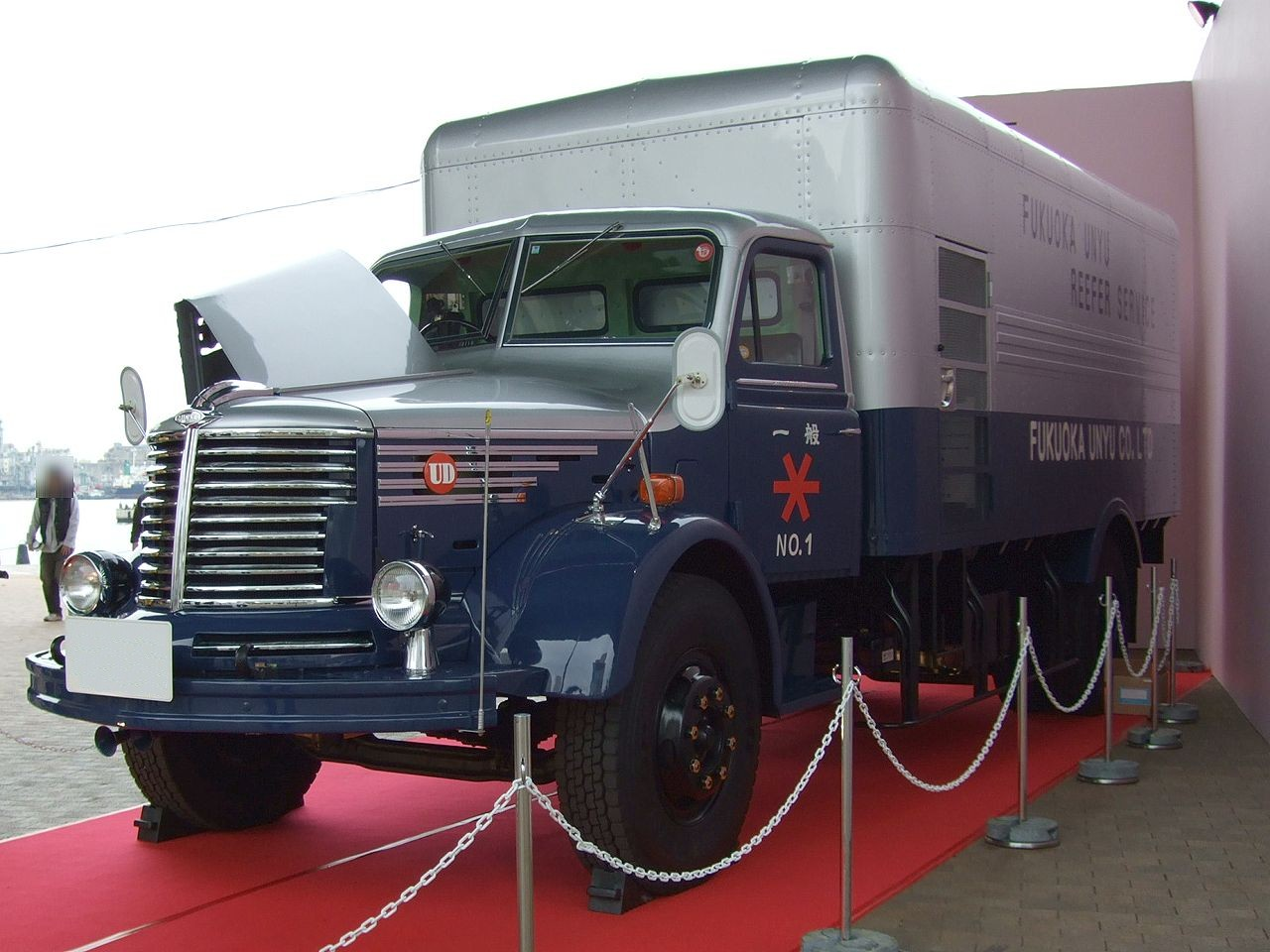
日本初の冷凍車（復元車両）。2012年に重要科学技術史資料（未来技術遺産）に指定されている

- 日本で初めて冷凍車をつくり、走らせた会社であり、現在の日本のコールドチェーン（低温流通体系）に大きく寄与している。
- 戦後、アメリカの進駐軍調達本部が、九州・中国地区に散らばる駐留米軍板付基地周辺部隊へ食料定温輸送を行うため、説明会を開催して冷凍車開発に乗り出す企業を募ったところ、福岡運輸が名乗りを上げる。そして、矢野特殊自動車と協力し、日本で初めて冷凍車を完成させる。

## 関連会社
- 株式会社福岡運輸ホールディングス
- 福岡運輸システムネット株式会社
- 富永エンタープライズ株式会社 （関連企業本部・経営コンサルタント業）
- 福岡倉庫株式会社 （倉庫業・内航海運業・港湾運送事業・貨物自動車運送事業・国内外引越梱包業・保税貨物取扱業・船舶運行代理店業）
- 横浜海運株式会社 （国内外引越梱包業・通関業）
- 株式会社沖縄エンタープライズ （国内外引越・梱包業）
- 札幌定温運輸株式会社 （一般貨物自動車運送事業）
- 北海定温運輸株式会社 （一般貨物自動車運送事業）
- 北松通運株式会社 （一般貨物自動車運送事業）
- 有限会社菅原運送 （一般貨物自動車運送事業）
- ナガサキロジスティクス株式会社 （一般貨物自動車運送事業）
- 株式会社八洲陸運 （一般貨物自動車運送事業）